# مسجد شارع تشونغشان
مسجد شارع تشونغشان (بالصينية:崇善路清真寺)هو مسجد في حي شيانغشان، في مدينة قويلين ، قوانغشي ، الصين . وهو أكبر مسجد في قويلين.

## التاريخ
تم بناء المسجد في الأصل في عهد يونغ تشنغ إمبراطور أسرة تشينغ في عام 1735. خضع المسجد للتوسعة في عام 1849 وتم تجديده خلال عهد الإمبراطور داوجوانج وأخيرًا رمم في عهد جمهورية الصين .

## هندسة معمارية
يمتد المسجد على مساحة 2000 متر مربع . تم بناؤه بمزيج من العمارة الصينية والإسلامية . يتكون المسجد من قاعة الصلاة الرئيسية وقاعة المحاضرات وغرفة الوضوء وما إلى ذلك. هناك 24 سارية للمسجد.